# Acanthocereus rosei
Acanthocereus rosei es una especie de planta suculenta perteneciente al género Acanthocereus, dentro de la familia Cactaceae. Es endémica de México y anteriormente se le conocía como Peniocereus rosei.

## Descripción

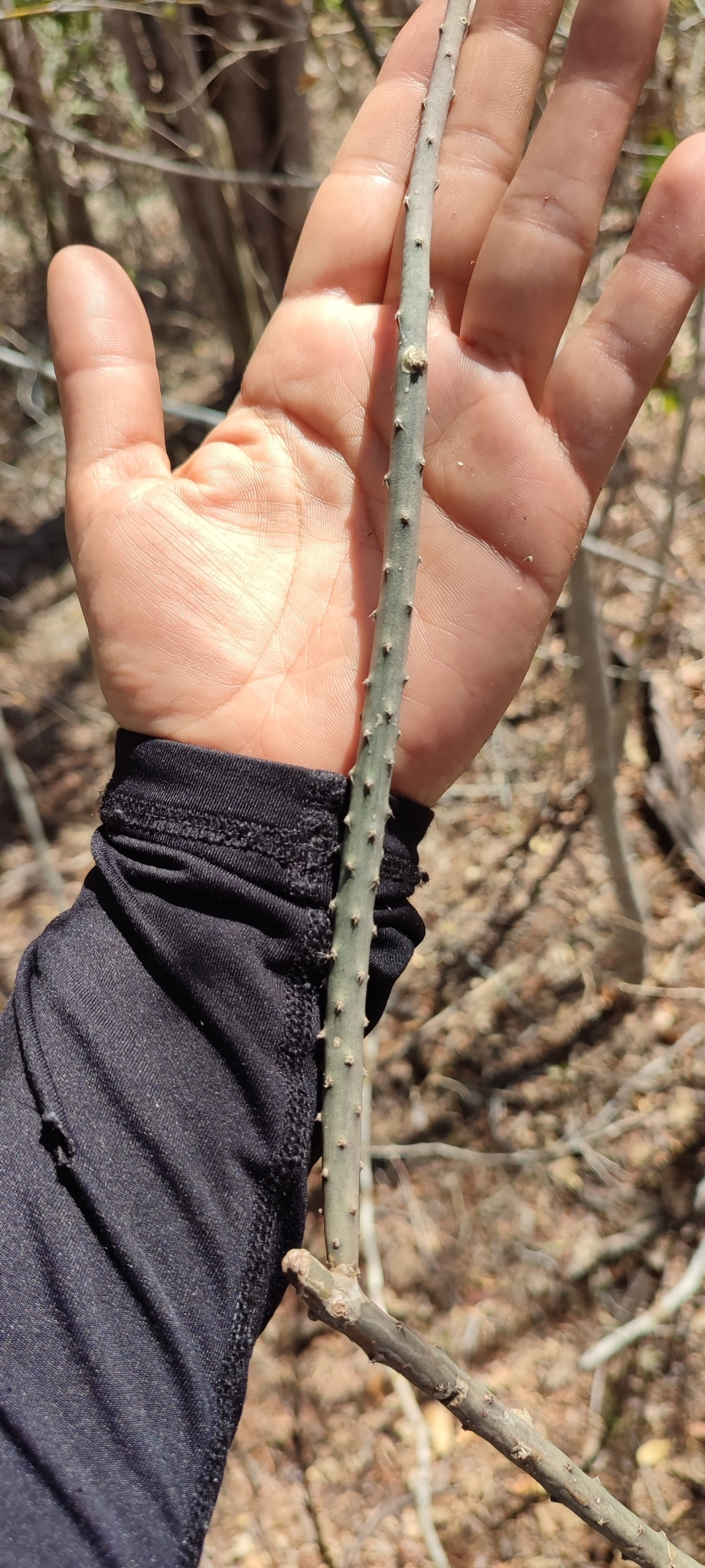
Detalle del tallo

Acanthocereus rosei es una especie de cactus trepador o rastrero que crece en forma arbustiva, más o menos erguido, con ramas dirigidas hacia abajo, alcanzando alturas de hasta 2 metros. Las raíces son carnosas, de color blanco sucio, tuberosas y con un diámetro de 8 a 10 cm. 
Los tallos son de color verde y miden de 30 a 80 cm de largo, con un diámetro de 1 a 1,5 cm. Debajo de cada areola presenta numerosas y diminutas manchas blancas. En los brotes jóvenes hay de cuatro a cinco nervaduras y los brotes más viejos son casi torsionalmente redondos. Presentan de ocho a nueve espinas delgadas y amarillas, que apuntan hacia abajo, y que veces faltan por completo.
Las flores son blancas, miden hasta 10 centímetros de largo y alcanzan el mismo diámetro. Su pericarpelo es lanudo y está cubierto de espinas. Los frutos son rojos, con forma de huevo, con una longitud de hasta 3 cm.

## Distribución y hábitat

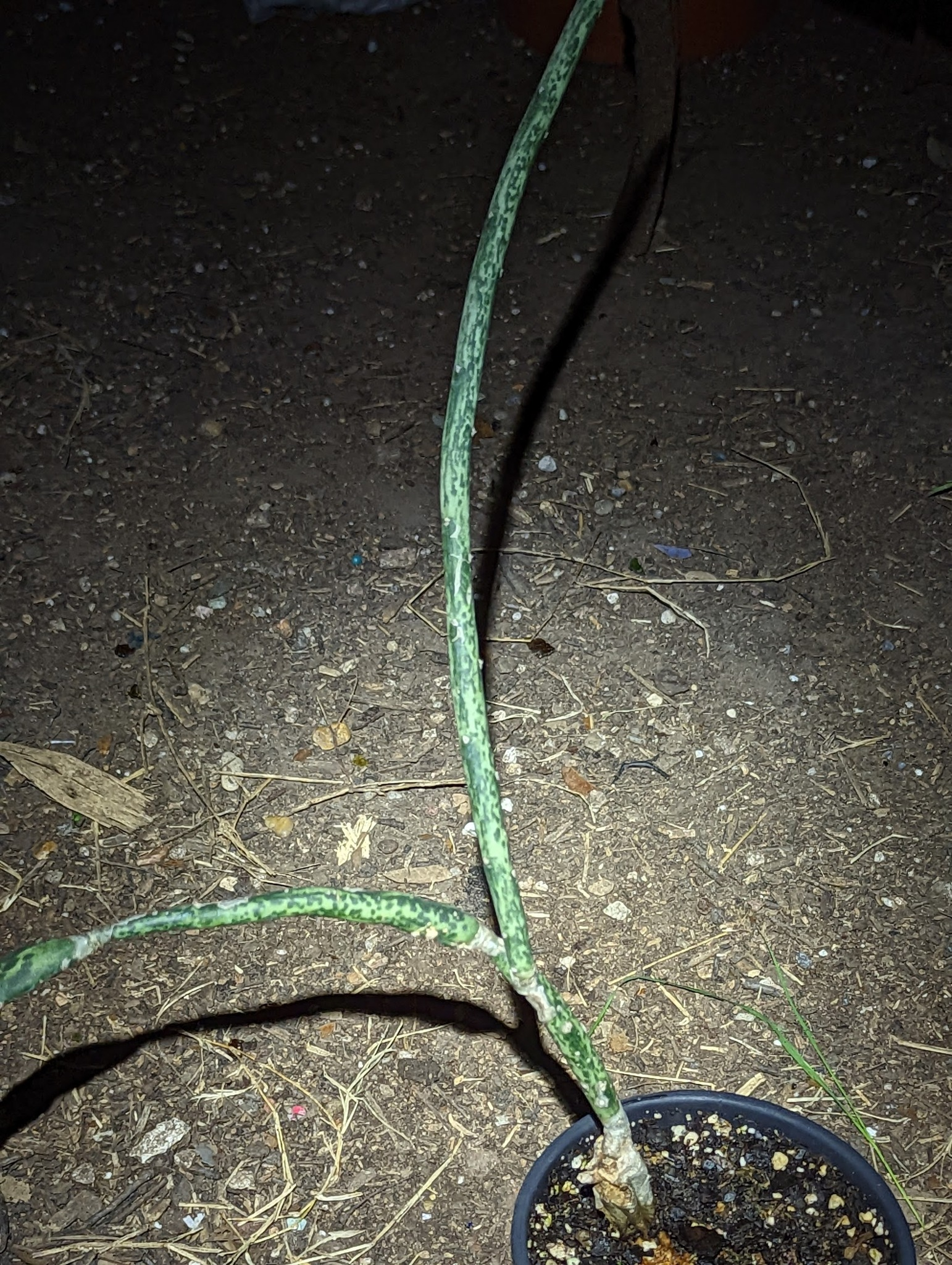
Cultivo en maceta

El área de distribución nativa de esta especie es México (de Sinaloa a Michoacán) y crece principalmente en el bioma desértico o de matorral seco.

## Taxonomía
La primera descripción de esta especie fue como Peniocereus rosei, publicada en 1926 por el botánico mexicano Jesús González Ortega en la Revista Mexicana de Biodiversidad 6: 189.
Más tarde, el botánico francés Joël Lodé trasladó la especie al género Acanthocereus, por lo que pasó a llamarse Acanthocereus rosei. Registró estos cambios en la revista científica Cactus-Aventures International 98 (Suppl.): 3, publicada en 2013.
Etimología
- Acanthocereus: nombre genérico que deriva de las palabras griegas akantha (que significa 'espinoso') y cereus (que significa 'vela', 'cirio'), haciendo referencia a su forma columnar espinosa.[4]
- rosei: epíteto específico otorgado en honor al botánico estadounidense Joseph Nelson Rose.[5]

## Estado de conservación
En la Lista Roja de Especies Amenazadas de la UICN , la especie está clasificada como "Vulnerable (VU)".

## Usos
Se cultiva principalmente como planta ornamental y su propagación se realiza normalmente a través de semillas o esquejes.